# 天壇座λ
天壇座λ，又名CD-4911616，HD 160032、SAO 228257、HR 6569，是天壇座的一颗恒星，视星等为4.77，位于銀經341.89，銀緯-9.77，其B1900.0坐标为赤經17h 32m 40.3s，赤緯-49° -9.77′ 13″。